# Kárpátalja domborzata
Kárpátalja domborzata természetföldrajzi szempontból két földrajzi egységre osztható: hegyvidék (Északkeleti-Kárpátok) és alföld (Kárpátaljai-alföld vagy Tiszai-síkság).

## Általános jellemzők
A területének 80%-a hegyvidék. Az Északkeleti-Kárpátoknak az Ung völgyében a Rovka (1303 m), a Sztinka (1078 m), Javrinki (1201 m) tagjaitól a Csornahoráig terjedő részét foglalja magába; hegyvonulatai északnyugatról délkeleti irányba húzódnak, mintegy 240 km hosszan és 110 km szélességben. Fontosabb hegyvonulatai: Vihorlát–Gutin-hegyvidék, Róna-havas, Borzsa-havas, Keleti-Beszkidek, Csornohora, Máramarosi-havasok. Legmagasabb hegycsúcsok: Hoverla (Hó-vár, 2061 m), Brebeneszkul (2032 m), Csornahorai Pop Iván (Pip Iván, 2029 m), Pietrosz (Kőhavas, 2020 m), Hutin-Temnatik (Ősztető, 2017 m), Rebra (2001 m), Turkul (Bölényhavas, 1932 m), Breszkul (1910 m), Bliznica (Iker-havas, 1880 m). Az Északkeleti-Kárpátok gerincén széles hágók vezetnek át. Az Ung folyó völgyében az Uzsoki-hágó (889 m), a Latorca völgyében a Vereckei-hágó (841 m), a Fekete-Tisza völgyében a Tatár-hágó (961 m). Fontosabb hágók a Vízválasztói-vonulaton még: Kisszolyvai-hágó (1110 m), Toronyai-hágó (931 m).
Ez a Kárpátoknak a legkeskenyebb része (100–110 km), legalacsonyabb és legegyszerűbb felépítésű és szerkezetű szakasza. Felépítésére jellemző, hogy itt a négy övezet közül csak a kréta és az óharmadidőszaki homokkő (flis), valamint a felső pliocén kori vulkanikus vonulat fejlődött ki tökéletesen. A kettő között a kristályos és a mészkő vonulat kisebb foltokban, szigetszerűen jelenik meg. Az óidei kristályos kőzetek csak a Máramarosi-havasok déli részén a Visó völgyétől keletre, Rahó felé vonulva bukkannak a felszínre a Pop Iván 1940 m magas tömbjében. A mészkőzónát gyér jura és kréta kori mészkőszirtek képviselik, a belső-homokkő és a vulkáni vonulat között a Máramarosi-medence északi peremén, valamint a Dolha, Szolyva és Perecseny közelében.
Kárpátalja felszínének az alakításában, formálásában döntően folyóvízi erózió játszotta a fő szerepet, a jég közvetlen munkájának csak a legmagasabb hegycsúcsok estek áldozatul. A jégkörnyéki folyamatok – döntően a kifagyás – viszont a hegységcsoport tekintélyes részét jelentősen átalakították. A kifagyási formák – kőtornyok, tőtengerek, kőfolyások, törmeléktakarók stb. – ott a leggyakoribbak, ahol a hegységépítő kőzetek különféle keménységűek és összetételűek. A legváltozatosabb, leglátványosabb glaciális képződmények viszont a legmagasabb hegységekben, Csornahora és a Máramarosi-havasokban vannak.
Kárpátalja területét keletről nyugat felé homokkő övezetre, vulkáni zónára és síksági területre tagolhatjuk.

## Hegyvidék

### A homokkő övezet
Az Északkeleti-Kárpátok homokkő övezete lényegesen keskenyebb, mint a Keleti-Kárpátokban. Legerőteljesebben a Máramarosi-havasokban fejlődött ki a Visó, Tisza és Dnyeszter völgye között. Északról délkeleti irányban fokozatosan emelkedik, az Uzsoki-hágó környékén 900 m, a Csornahorában viszont már 2000 m feletti magasságot ér el. Szerkezetét tekintve két nagy redőboltozatból és a közöttük lévő széles redőteknőből áll. A merész, élénk gyűrt formák a miocén időszakában nagyjából egységes hullámos felszínné pusztult le. A csipkézett sziklaformációk, tarajok, magasra tornyosuló csúcsok helyett hosszan elnyúló, párhuzamos, legömbölyített, széles hátú gerincekből, kúpos hegyormokból áll. Ennek ellenére sem egyhangú a táj. Vonzóvá, széppé, olykor vadregényessé teszi azt az erdők beláthatatlan vonulata, a mélyen bevágódó folyóvölgyek, s az azokban nagy zajjal rohanó, festői vízeséseket formáló patakok sokasága.
A mai domborzatformák elsősorban a szerkezethez és a kőzetminőséghez igazodnak. A változatos hegységépítő kőzetek (homokkő, pala, márga) eltérő mértékű pusztulása következtében a kemény, ellenálló homokkő sávok a puhább környezetükből északnyugat-délkelet irányú hármas gerincvonulattá kipreparálódtak, kivésődtek, s ennek alapján a flis övezet három hosszirányú sávra – külső flis, a központi gerincvonal és a belső flis – osztható.

#### Külső flis övezet
A hármas flisvonulat közül a külső övezetet a legváltozatosabb. A párhuzamosan futó kemény homokkő gerinceit az agyagpalacsíkokon bevágódott mély, aszimmetrikus völgyek tagolják. Az övezet északnyugatról délkelet felé fokozatosan emelkedik, a legmagasabb keleti szakaszát, a Gorgánokat (1836 m) kiterjedt kőtengerek borítják. A legalacsonyabb részét az Ungi-Határkárpátokban az Uzsoki-hágó közelében a Rawka (Rovka, 1303 m) és a Halicz (Holicz, 1335 m) alkotja, és ettől déli irányban már fokozatosan emelkedik az övezet. Az Uzsoki- és a Vereckei-hágó által határolt Beregi-Határkárpátok legmagasabb része a gerinc közepéből kiemelkedő Pikuj (Pokol-bérc, 1408 m). A Vereckei-hágó és a déli határon álló Sztog (Sztih, Asztag, 1650 m) közötti rész legtekintélyesebb tagjai a Csorna-Rina (Berde, 1285 m), Popadja (Pap Ágya, 1740 m), Bustul (Puszta-havas, 1691 m), Szivula (1818 m), Kukul (Kakukk-hegy, 1539 m).

#### Központi gerincvonal
A központi főgerinc-vonulat a Tisza és a Dnyeszter-Prut vízválasztója. A vízválasztó főgerince a lepusztult szinklinálisból emelkedik ki, amely a homokkő igen intenzív letarolását bizonyítja. Az övezet széles, lomhán húzódó egymásból alig kiemelkedő, hullámszerűen ismétlődő, sűrű erdővel takart hátakból áll. A magassága, felszabdaltsága északnyugatról délkelet felé növekszik. A hátak között alacsony hágók sorakoznak – Uzsoki- (889 m), Vereckei- (841 m), Tatár-hágó (934 m), amelyeken ősidők óta fontos útvonalak vezetnek át. Ezekhez a hágókhoz vezető utak a nyugati oldalon gyakran meredekek, kanyargós szerpentinekben emelkednek a hegyhátig, majd lassan fokozatosan ereszkednek le a túlsó oldalon a Dnyeszterig. Az átkelést könnyebbé teszi az a körülmény, hogy a hágókhoz, vagy azok közelében folyóvölgyek vezetnek. Így az Uzsoki-hágó kárpátaljai oldalán az Ung, a keletin a Dnyeszter és a Sztrij, a Vereckei-hágónál Latorca és a Sztrij, a Tatár-hágónál pedig a Tisza és a Prut völgyében alakultak ki jelentős forgalmat lebonyolító vasutak és közutak.
A főgerincövnek a Kárpát-medence felé tekintő oldalán az agyagpalasáv gyorsabb pusztulása miatt egy hosszanti csatornaszerű mélyedés, folyosó alakult ki, amit Verhovinának neveznek. A 300 km hosszú, 10–20 km széles Verhovina folyosót 250–300 m-re kiemelkedő zilált kereszthátak kisebb-nagyobb medencékre tagolják, amelyben a Tisza és mellékfolyói futnak. A dombvidék jellegű verhovinai-folyosó hatalmas erdőségeinek nagy részét az elmúlt századokban kiirtották. Helyükön legelők, kaszálók találhatóak, melyen régóta szarvasmarha- és juhtenyésztés folyik.
A központi gerincvonulat hegycsoportjait együttvéve a Lupkovai-hágótól a Vereckei-hágóig Keleti-Beszkideknek, a Vereckei-hágótól a Borsai-hágóig Máramarosi-havasoknak nevezik. Ebből csak egy-egy rész sorolható Kárpátaljához. A Keleti-Beszkidek 90–95 km kiterjedésű hegycsoportjából közel fele, 45 km hosszú szakasz tartozik, Sztinkától (1019 m) a Vereckei-hágóig, míg a Máramarosi-havasok 180 km hosszú vonulatából a Vereckei-hágó és a Tatár-hágó közötti rész tartozik Kárpátalja területéhez.

#### Belső flisövezet

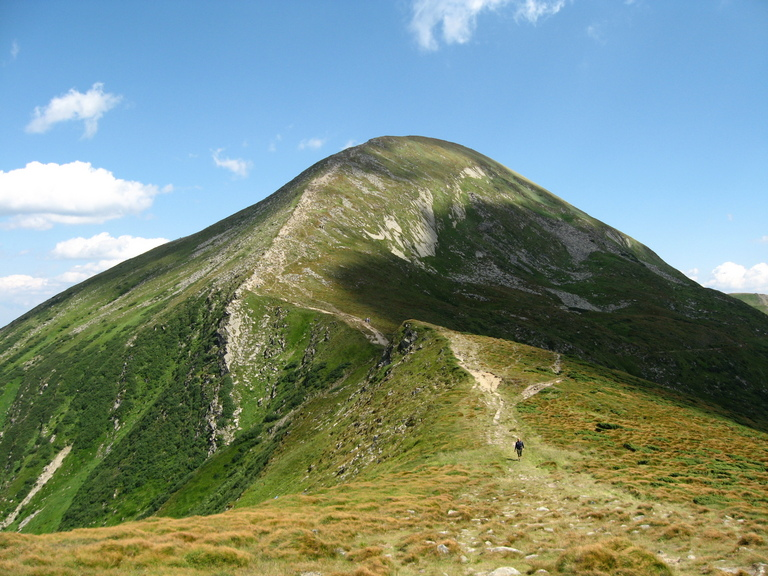
Hoverla

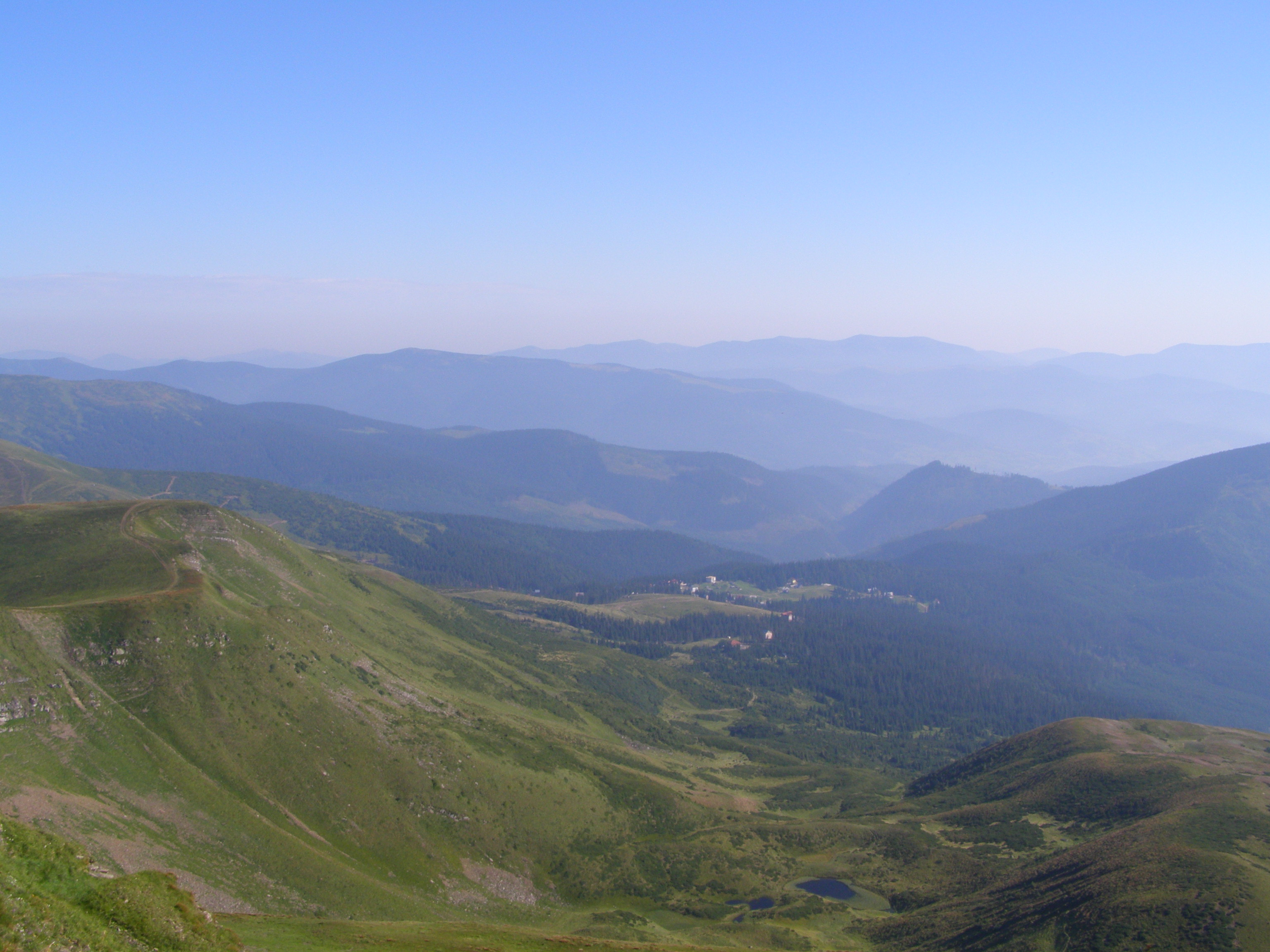
A Fagyalos

A verhovinai-folyosót követi a belső flisövezet, az úgynevezett Polonina-vonulat. Olyan az egész, mintha lemetszették volna. Laposak, fennsíkszerűek. Ez volt az ősi vízválasztó gerince, amelyet a Tisza mellékfolyói hátravágódásukkal mély, meredek falu völgyekkel felszabdalták, és az összefüggő vonulatot hegységekre tagolták. A legészakibb hegysége a Naztázs 550–600 m átlag magassággal, ezt követi az Ung és a Latorca felső völgye között hosszan elnyúló, délkelet felé villásan elágazó Róna-havas (Polonina Runa, 1479 m). A Latorcától a Nagy-ágig húzódnak a többnyire lakatlan hatalmas erdőségekkel takart Szolyvai-, vagy Borzsa-havas, főcsúcsai a Sztoj (Asztag, 1678 m) és a Kuk (Kis-Kakukk, 1365 m). A Nagy-ág és a Tarac völgye között helyezkedik el a zegzugosan összeszabdalt Kraszna-havas. Főgerincére csaknem merőlegesen több ág nyúlik délre. A Talaborraé párhuzamosan futó vonulatban van a hegység legmagasabb része a Mencsul (Mencsely, 1501 m). A Tisza és a Tarac közét egy központi magból három részre szakadva, délfelé húzódó hegység, a Sztoki-Szidovec (Fagyalos) ágazza be. Legmagasabb csúcsai a Bliznica (Iker-havas, 1880 m), Magyar-havas (1707 m), Óbérc (Sztara, 1471 m), Tompa (1639 m) és az Opresa (1480 m). A Fekete- és a Fehér-Tisza közötti részt a Pietroszból (Petrosz, 2020 m) sugarasan szétágazó hegyek borítják. Legtömegesebb kiágazása a Csornahora (Fekete-hegység), széles lapos hátait nagyesésű folyóvölgyek tagolják, csúcsai inkább terjedelmes tetők. 2000 m fölé emelkedő csúcsai: a Hoverla (Hó-vár, 2061 m), a Brebeneszkul (2032 m), Csornahorai Pop Iván (Pip Iván, 2029 m), Pietrosz (Kőhavas, 2020 m), Hutin-Temnatik (Ősztető, 2017 m), Rebra (2001 m), Turkul (Bölényhavas, 1932 m). A jégkorszakban a legmagasabb részeiről is csak rövid jégárak indultak. Itt kisebb U alakú völgyszakaszok, kárfülkék és néhány tengerszem teszi változatossá a hegységet. A Fehér-Tisza és a Visó közének legnagyobb részét a kristályos kőzetekből felépült Rahói-hegység foglalja el. A legszembetűnőbb kiemelkedések a Pop Iván (Pip Iván, 1937 m), a Rahó-Mencsul (1380 m).
A belső homokkő övezet nyugati szegélyén lévő puha palasávon kialakult egy 250–300 km hosszú, változó szélességű (3–30 km), 250–400 m magas hullámos felszínű hosszanti medencesor, az úgynevezett Kárpáti-völgység, amelyet a flisövezetből lefutó csermelyek, erek, patakok, folyók zegzugosan felszabdaltak. Némelyik, mint pl. az Ung, Latorca, Borzsa faágszerű sűrű elágazásával, lineáris, laterális eróziójával kisebb-nagyobb medencéket, széles völgyeket hozott létre. Pl. Perecsenyi-, Szolyvai-, Ilosvai-medence, Turja, Ung, Latorca völgye, melyekben élénk ipari- és mezőgazdasági tevékenységet végző települések fejlődtek ki.

### A vulkáni vonulat
A belső homokkő vonulaton, illetve a Kárpáti-völgységen túl az újharmadkori (miocén végi – pliocéni) vulkanikus vonulat húzódik az Alföld peremén. Andezitből, andezittufából, riolitból, ritkábban bazaltból, dácitból felépülő tömegét a homokkő övezetből rohanó folyók szabdalták részekre. A vonulatot tagoló tágas völgyek kiszélesedett völgykapuival beolvadnak az alföldperemi hegylábfelszínbe. A vulkáni vonulat általában alacsonyabb, szelídebb, mint a homokkő övezet. Átlagos magasságuk 800–900 m, az 1000 m-t csak a legmagasabb tetők haladják meg. Tagjai szabályos sorozatban, rendben követik egymást. Északnyugatról a Vihorláttól, illetve délkeleti irányba húzódó, egyre fiatalabb és fiatalabb sorozathoz kapcsolódnak Dolhánál a nyugat felé tartó Nagyszőlősi- és Beregszászi-hegyek. A Tisza és a Nagy-ág szögletében meredeken emelkedik ki a Huszti Várhegy szabályos kúpja. A Tisza völgyén túl, Huszttól délre folytatódnak az Avasban, s ez zárja a vulkáni sor kárpátaljai szakaszát. Az övezetnek a Vihorláttól az Avasig terjedő szakaszát az Ung, Latorca, Borzsa és a Tisza völgyei, völgykapui tagolják részekre. A völgykapuk előterében jelentős ipari és kereskedelmi központok fejlődtek ki a történelem folyamán. Pl. az Ung kapujában Ungvár, a Latorca-völgy nyílásában Munkács, a síkságra kilépő Borzsa mentén Beregszász.
A vonulat első tagja a Laborc és az Ung völgye között tájképi szépségekben gazdag Vihorlát, amelynek csak a Szinnai-kőtől délkeletre forduló része tartozik Kárpátaljához. Legmagasabb kiemelkedése a Polcsini, amelynek kúp alakú csúcsa 1020 méterre emelkedik ki a környezetéből. A Polcsinitől délre húzódik a Csontos (906 m) és a Pliska-hegycsoport, melynek a déli lejtővidéke az Ungvári-kapu.
Az Ung és a Latorca között helyezkedik el a Kéklő-hegység (Szinyák) csoport, vonulatai félkörösen ölelik át az Ungvár–Munkács közötti hegylábi térséget. Legnagyobb csúcsai: a Dunavka (1018 m), a Makkos (976 m) és a Szinyák (972 m). A déli előtér övezetben három kistáj különíthető el: a Korláthelmeci-dombság, a Szerednyei-síkság és a Munkácsi-kapu.
A Latorca széles völgyétől délre a Borzsáig a Borlói-Gyil andezit tömegét találjuk. A 612 m magas Tövisfalvi-nyereg a hegységet északnyugati és délkeleti részre osztja. Főcsúcsai: Buzsora (1081 m), Bisztra (1002 m) és a Hát (406 m). A hegység észak, északkeleti oldalát rövid, nagy esésű völgyek tagolják, a dél, délkeleti részét az Ilosva és mellékágai szabdalták fel. A hegységhez nyugat felől a lecsapolt, szabályozott Szernye-mocsár, délen pedig a sűrűn lakott Ilosvai-medence csatlakozik. A Borzsa és Nagy-ág között emelkedik a Borló-Gyilnél alacsonyabb Nagyszőlősi-hegység. A Nagyszőlősi-hegység keleti peremén a Fekete-heggyel (568 m) kezdődik, csatlakozik hozzá a Salánki-hegy (373 m), az Osztri-hegy, melynek legmagasabb pontja a Tupoj (878 m). A hegység déli oldalán kiterjedt szőlő- és gyümölcstermesztés folyik. A Tiszai-síkságból a mélybe süllyedt vulkáni hegyek roncsai emelkednek ki 200–400 m magas szelíd dombok formájában. A síksági környezetből szigetszerűen magasodik a riolitból és andezitből felépült Beregszászi-hegység, melynek jelentősebb részei: a Nagy-hegy (367 m), az erdő borította Kelemen-hegy (361 m) és a Sárok-hegy (368 m). A hegység déli lejtőin jó minőségű csemege- és borszőlőt termesztenek. A Tiszai-síkság vulkáni szigethegy-sor tagjaihoz soroljuk a munkácsi Vár-hegy alacsony (188 m) kúpját a környékén magasabb és terjedelmesebb Vörös- és Helmeci-hegyet, valamint a legnyugatabbra fekvő riolit felépítésű Zápszonyi- és Kaszonyi-hegyeket. A Nagy-ág és a Talabor között a vulkáni kőzetek már csak foltokban fordulnak elő. A vidék legmagasabb kiemelkedése a Talaborhoz közel eső 497 m magas Brád. A következő tagja már a Máramarosi-medence délnyugati részén, a Tisza-völgy bal oldalán jelenik meg a 805 m magas Avasban, amelynek csak egy része, a Szár-hegy, a Cserbin és Kobela 600–800 m-ig magasodó gerincei, valamint a Saján-hegy és a Viski-kő (917 m) esik Kárpátalja területére.

### Tiszai-síkság
A vulkáni öv nyugati lejtői az Alföld peremére (az orosz és ukrán geográfusok által elnevezett) Kárpátaljai-alföldre vagy Tiszai-síkságra hanyatlanak le. Északnyugati határa nagyjából az ukrán-szlovák határ mentén, déli határa az ukrán-román határon, délnyugati határa pedig az ukrán-magyar határ mentén húzódik. A Kárpátaljai-alföld természetes határa a Vihorlát–Gutin-hegyvidék és a Alföld északkeleti része. Északnyugatról délkelet felé húzódik. Hossza 80–90 km, szélessége 22–35 km.
A Kárpátaljai-alföld geológiai szempontból egybeesik a Kárpátaljai-süllyedékkel, amely gyűrődésekbe tömörült neogén kori üledékekből képződött. A 100–120 m magas síkság mai felszínét a Tisza és mellékfolyóinak eróziós és akkumulációs munkája alakította, formálta ki. A folyók a hegyek lábánál hordalékkúp-sorozatot építettek, melyek a már lecsapolt mocsarakat (pl. Szernye-mocsár) zárták közre. Felszínének nagyobb részét fiatal öntésanyag, öntésiszap, foltokban néhol lápos, tőzeges üledék borítja. Az egyhangú tájban változatosságot csak az elhagyott folyómedrek, a síkságból szigetszerűen kiemelkedő vulkáni hegyek – Beregszászi-, Mezőkaszonyi-hegyek és a munkácsi Vár-hegy – jelentenek. A Tiszai-síkság felszíni képződményei, a talajtani, vízrajzi stb. viszonyai tekintetében bizonyos mértékben eltérnek egymástól. A különbségek alapján az Alföld Kárpátaljához tartozó részét három kistájra: az Ungi-síkra, a Beregi-Tiszahátra és az Ugocsai-síkra oszthatjuk.